# Ungarische Luftstreitkräfte
Die Ungarischen Luftstreitkräfte (ungarisch: Magyar Légierő) sind eine Teilstreitkraft der Ungarischen Streitkräfte.

## Geschichte
Die ersten ungarischen Luftstreitkräfte wurden nach dem Zerfall Österreich-Ungarns und der damit verbundenen ungarischen Unabhängigkeit 1918 aufgestellt und bestanden bis zum Ende der ungarischen Räterepublik 1919.
Obwohl der Vertrag von Trianon ab 1920 die Aufstellung von Luftstreitkräften verbot, wurde im Horthy-Regime analog zum Deutschen Reich eine geheime Luftstreitkraft weiter betrieben, die als zivile Fliegerklubs getarnt war. Erst 1938 wurde die Existenz der königlich ungarischen Luftstreitkräfte (Magyar Királyi Légierő) bekanntgegeben, die im Zweiten Weltkrieg u. a. an der Ostfront eingesetzt wurde und bis zur Schlacht um Budapest 1945 bestand.
Nach Kriegsende wurde die ungarische Luftwaffe dann unter dem Einfluss der Sowjetunion wieder aufgebaut und in die Strukturen des Warschauer Paktes eingebunden. Von 1956 bis zum Ende des Kalten Krieges wurden die Piloten in der Sowjetunion ausgebildet. Danach wurden die ungarischen Streitkräfte reorganisiert und ein Großteil der Flotte (z. B. MiG-23 und Su-22) aufgrund zu hoher Kosten stillgelegt. 1994 erhielten die ungarischen Luftstreitkräfte von der Bundesrepublik Deutschland 20 Mil Mi-24 und 20 L-39 Albatros aus den Beständen der aufgelösten Nationalen Volksarmee.
2001 schlossen die schwedische und die ungarische Regierung einen Mietkaufvertrag für das Kampfflugzeug Saab JAS 39 Gripen ab, der nach einer Änderung 2003 14 Flugzeuge des Typs Gripen C/D (12 Einsitzer und 2 Zweisitzer) umfasst. Alle 14 Flugzeuge wurden bis Ende 2008 in Betrieb genommen. Der Mietkaufvertrag wurde 2012 bis zum Jahr 2026 verlängert.
Die Ausbildung der ungarischen Kampfflugzeugpiloten findet seit 2002 beim NATO Flying Training in Canada statt. Die zunächst in Ungarn geplante Ausbildung wurde 1997 gestartet, aber bereits nach einem Kurs wegen zu hoher Kosten eingestellt.

## Organisation

### Gliederung
Die ungarischen Luftstreitkräfte unterteilen sich in zwei fliegende Geschwader, ein Regiment zur Bekämpfung von Luftzielen und ein Regiment zur Luftraumüberwachung:

Kommando der Luftstreitkräfte (MH Légierő Parancsnokság) (Veszprém).

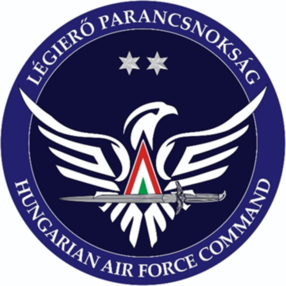
Abzeichnen des Kommando der Luftstreitkräfte

- 101. Szentgyörgyi Dezső Fliegerbrigade (MH vitéz Szentgyörgyi Dezső 101. Repülődandár) (Kecskemét)
  - 1. "Puma" Taktische Fliegerstaffel (1. "Puma" Harcászati repülőszázad) – JAS 39 C / D EBS.HU
  - "Kamel" Transportfliegerstaffel ("Teve" Szállító Repülőszázad) – KC-390, Dassault Falcon 7X, A319-100
- 86. József Kiss Hubschrauberbrigade (MH Kiss József 86. Helikopterdandár) (Szolnok)
  - Phoenix Kampfhubschrauberbataillon (Phoenix Harcihelikopter Zászlóalj) – Mi-24P/W
  - Transporthubschrauberbataillon (Szállítóhelikopter zászlóalj) – Mi-8 / Mi-17, H145M, H225M
  - Gemische Fliegerausbildungsstaffel (Vegyes kiképző repülőszázad) – Zlín Z-242L, Zlín Z-143LSi, Aero L-39NG, Eurocopter AS 350
- 47. Basisluftstützpunkt (MH 47. Bázisrepülőtér) (Pápa)
  - NATO Schwerlufttransportgeschwader (Nehéz Légiszállító Ezred (NATO Heavy Airlift Wing)) – C-17A
- 205. Tibor Dánielfy Fliegerabwehr Lenkflugkörperregiment (MH Dánielfy Tibor 205. Légvédelmi Rakétaezred) (Győr)
  - Führungsbataillon (Vezetési zászlóalj)
  - 1. Fliegerabwehr Lenkflugkörperabteilung (1. Légvédelmi Rakétaosztály) – 2K12 Kub
  - 2. Fliegerabwehr Lenkflugkörperabteilung (2. Légvédelmi Rakétaosztály) – Mistral
  - Logistikbataillon (Logisztikai zászlóalj)
- Luftkommando- und Kontrollzentrum (MH Légi Vezetési és Irányítási Központ) (Veszprém)
  - 1. Knottenradardatenzentrum (1. Gerinc Radar Mérőpont) (Békéscsaba)
  - 3. Knottenradardatenzentrum (3. Gerinc Radar Mérőpont) (Bánkút)
  - 11. Radarstaffel (11. Radarszázad) (Kup)
  - 12. Radarstaffel (12. Radarszázad) (Juta)
  - 21. Radarstaffel (21. Radarszázad) (Debrecen)
  - 22. Radarstaffel (22. Radarszázad) (Békéscsaba)
  - Mobile Radarstaffel (Réskitöltő Radarszázad) (Medina)
- Luftwaffenführungszentrum (MH Légi Vezetési és Irányítási Központ) (Veszprém)
  - Lufteinsatzzentrum (Légi Hadműveleti Központ)
  - Militarluftverkehrführungszentrum (Katonai Légiforgalom Szervezési Központ)
  - Luftverkehrführungszentrum (Légi Irányító Központ)
  - Meteorologisches Zentrum (Meteorológiai Központ)
  - Führungszentrum für Reservistenausbildung (Kiképző Tartalék Irányító Központ) (Kecskemét)
- Fliegerische Werkstatt (MH Légijármű Javítóüzem) (Kecskemét)

Darüber hinaus stellt die Magyar Légierő einen Verband für den Unterhalt des Flugplatzes Pápa, der im Rahmen des NATO Infrastructural Development Program aus dem aufgelösten 47. Taktischen Jagdgeschwader gebildet wurde.

### Stützpunkte
Die Streitkräfte Ungarns unterhalten derzeit drei Flugplätze:
- Militärflugplatz Kecskemét, Stützpunkt der Flächenflugzeuge
- Militärflugplatz Szolnok, Stützpunkt der Helikopter
- Militärflugplatz Pápa, Stützpunkt der Strategic Airlift Capability

Auf dem Luftwaffenstützpunkt Pápa ist kein rein ungarischer Verband stationiert, er beherbergt die C-17 Globemaster III des Heavy Airlift Wing, deren Maschinen zwar ungarische Hoheitszeichen tragen, allerdings mit internationalen Besatzungen fliegen. Ein weiterer kurzzeitig international (in diesem Fall direkt von der NATO) genutzter Stützpunkt, dem ersten überhaupt auf dem ehemaligen Territorium des Warschauer Pakts, war der mittlerweile geschlossene Militärflugplatz Taszár.

### Dienstgrade
| NATO-Code    | OF-9        | OF-8        | OF-7           | OF-6    | OF-5      | OF-4   | OF-3     | OF-2      | OF-1    | OF-1 |
| ------------ | ----------- | ----------- | -------------- | ------- | --------- | ------ | -------- | --------- | ------- | ---- |
| Ungarn       |             |             |                |         |           |        |          |           |         |      |
| Vezérezredes | Altábornagy | Vezérőrnagy | Dandártábornok | Ezredes | Alezredes | Őrnagy | Százados | Főhadnagy | Hadnagy |      |

| NATO-Code      | OR-9           | OR-9         | OR-8         | OR-8         | OR-8    | OR-8    | OR-8    | OR-8            | OR-7            | OR-7          | OR-6          | OR-6          | OR-6          | OR-6          | OR-6          | OR-6     | OR-5     | OR-5     | OR-5     | OR-5     | OR-5     | OR-5          | OR-4          | OR-4    | OR-3    | OR-3     | OR-2     | OR-2     | OR-2     | OR-2     | OR-2     | OR-2   | OR-1 |
| -------------- | -------------- | ------------ | ------------ | ------------ | ------- | ------- | ------- | --------------- | --------------- | ------------- | ------------- | ------------- | ------------- | ------------- | ------------- | -------- | -------- | -------- | -------- | -------- | -------- | ------------- | ------------- | ------- | ------- | -------- | -------- | -------- | -------- | -------- | -------- | ------ | ---- |
| Ungarn         |                |              |              |              |         |         |         |                 |                 |               |               |               |               |               |               |          |          |          |          |          |          |               |               |         |         |          |          |          |          |          |          |        |      |
| Főtörzszászlós | Főtörzszászlós | Törzszászlós | Törzszászlós | Törzszászlós | Zászlós | Zászlós | Zászlós | Főtörzsőrmester | Főtörzsőrmester | Törzsőrmester | Törzsőrmester | Törzsőrmester | Törzsőrmester | Törzsőrmester | Törzsőrmester | Őrmester | Őrmester | Őrmester | Őrmester | Őrmester | Őrmester | Szakaszvezető | Szakaszvezető | Tizedes | Tizedes | Őrvezető | Őrvezető | Őrvezető | Őrvezető | Őrvezető | Őrvezető | Honvéd |      |

Siehe auch: Dienstgrade der ungarischen Streitkräfte

## Ausrüstung
(Stand Ende 2022 bzw. April 2024)

### Luftfahrzeuge
Die ungarischen Luftstreitkräfte betreiben 25 Flugzeuge und 39 Hubschrauber.
| Typ                                 | Foto           | Herkunft           | Verwendung                                     | Version        | Aktiv          | Bestellt       | Anmerkungen |
| Kampfflugzeuge                      | Kampfflugzeuge | Kampfflugzeuge     | Kampfflugzeuge                                 | Kampfflugzeuge | Kampfflugzeuge | Kampfflugzeuge | Kampfflugzeuge |
| ----------------------------------- | -------------- | ------------------ | ---------------------------------------------- | -------------- | -------------- | -------------- | --- |
| Saab JAS 39                         |                | Schweden           | Mehrzweckkampfflugzeug                         | JAS 39C        | 12             | 4              | Einsitzer (geleast von Saab), Maschine mit der Immatrikulation 30 nach Bruchlandung zeitweise nicht flugfähig                                                      |
| Transport- und Aufklärungsflugzeuge |                |                    |                                                |                |                |                | |
| Dassault Falcon 7X                  |                | Frankreich         | Geschäftsreiseflugzeug                         |                | 2              |                | 606, 607 |
| Airbus A319                         |                | Europäische Union  | TransportflugzeugMEDEVACGeschäftsreiseflugzeug |                | 2              |                | 604, 605; Transport, VIP, MEDEVAC |
| C-390 Millennium                    |                | Brasilien          | Taktisches Transportflugzeug                   | KC-390         |                | 2              | |
| Boeing C-17                         |                | Vereinigte Staaten | Taktisches Transportflugzeug                   | C-17A          | 3              |                | Fliegen mit ungarischer Kokarde, unterstehen allerdings dem Strategic Airlift Capability                                                                           |
| Aero L-39                           |                | Tschechien         | Aufklärungsflugzeug                            | L-39NG         |                | 4              | Sollen in Zusammenarbeit von Ungarn und Tschechien als Aufklärer neu entwickelt und bis 2024 ausgeliefert werden                                                   |
| Trainingsflugzeuge                  |                |                    |                                                |                |                |                | |
| Zlín Z-143                          |                | Tschechien         | Schulflugzeug                                  | Z-143LSi       | 2              |                | [ 9 ] |
| Zlín Z-242                          |                | Tschechien         | Schulflugzeug                                  | Z-242L         | 2              |                | Doppelsitzer (Basistrainer), Zulauf im März 2017 |
| Saab JAS 39                         |                | Schweden           | Strahltrainer                                  | JAS 39D        | 2              |                | Doppelsitzer (geleast von Saab), Maschine mit der Immatrikulation 44 ersetzte 2016 die JAS 39D mit der Immatrikulation 42                                          |
| Aero L-39                           |                | Tschechien         | Strahltrainer                                  | L-39NG         |                | 8              | Sollen bis 2024 ausgeliefert werden |
| Hubschrauber                        |                |                    |                                                |                |                |                | |
| Mil Mi-24                           |                | Sowjetunion        | Kampfhubschrauber                              |                | 8              |                | |
| Mil Mi-8                            |                | Sowjetunion        | Mehrzweckhubschrauber                          | Mi-8Mi-17      | 7              |                | |
| Airbus Helicopters H145M            |                | Europäische Union  | Mehrzweckhubschrauber                          | H145M          | 20             |                | Die H145 sind mit dem H-Force Waffensystem ausgerüstet. |
| H225M Caracal                       |                | Europäische Union  | Mehrzweckhubschrauber                          |                | 10             | 6              | Die ersten Exemplare trafen im Juli 2023 in Szolnok ein und ersetzten die Mi-8 und Mi-17. Ein Teil der H225M soll mit dem H-Force Waffensystem ausgerüstet werden. |
| Airbus H125                         |                | Frankreich         | Schulhubschrauber                              | H125M          | 2              |                | |

### Ehemalige Luftfahrzeuge
- Antonow An-26

### Waffensysteme
Flugabwehrraketensysteme:
- 2K12 Kub ()
- Mistral ()

Luft-Luft-Raketen:
- AIM-9 Sidewinder ()
- AIM-120 C AMRAAM ()

Luft-Boden-Raketen:
- AGM-65 Maverick ()
- 3M11 Falanga ()
- 9K114 Schturm ()

Bomben:
- Paveway II ()